# Arne Kjelsrud Mathisen
Pour les articles homonymes, voir Mathisen.
Arne Kjelsrud Mathisen est un musicien norvégien. Il joue des percussions et de la batterie dans le groupe de rock Heroes & Zeros. Il est également l'un des choristes du groupe.